# Belcastel, Aveyron
Belcastel är en kommun i departementet Aveyron i regionen Occitanien i södra Frankrike. Kommunen ligger  i kantonen Rignac som ligger i arrondissementet Rodez. År 2022 hade Belcastel 190 invånare.

## Befolkningsutveckling
Antalet invånare i kommunen Belcastel
Referens: INSEE

## Galleri

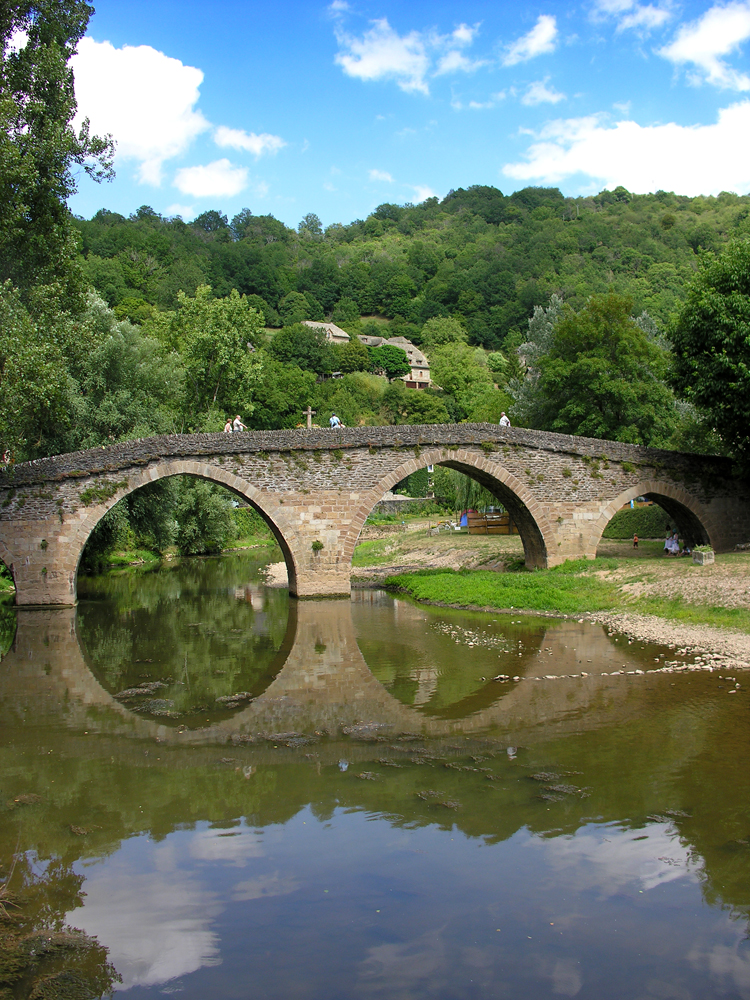
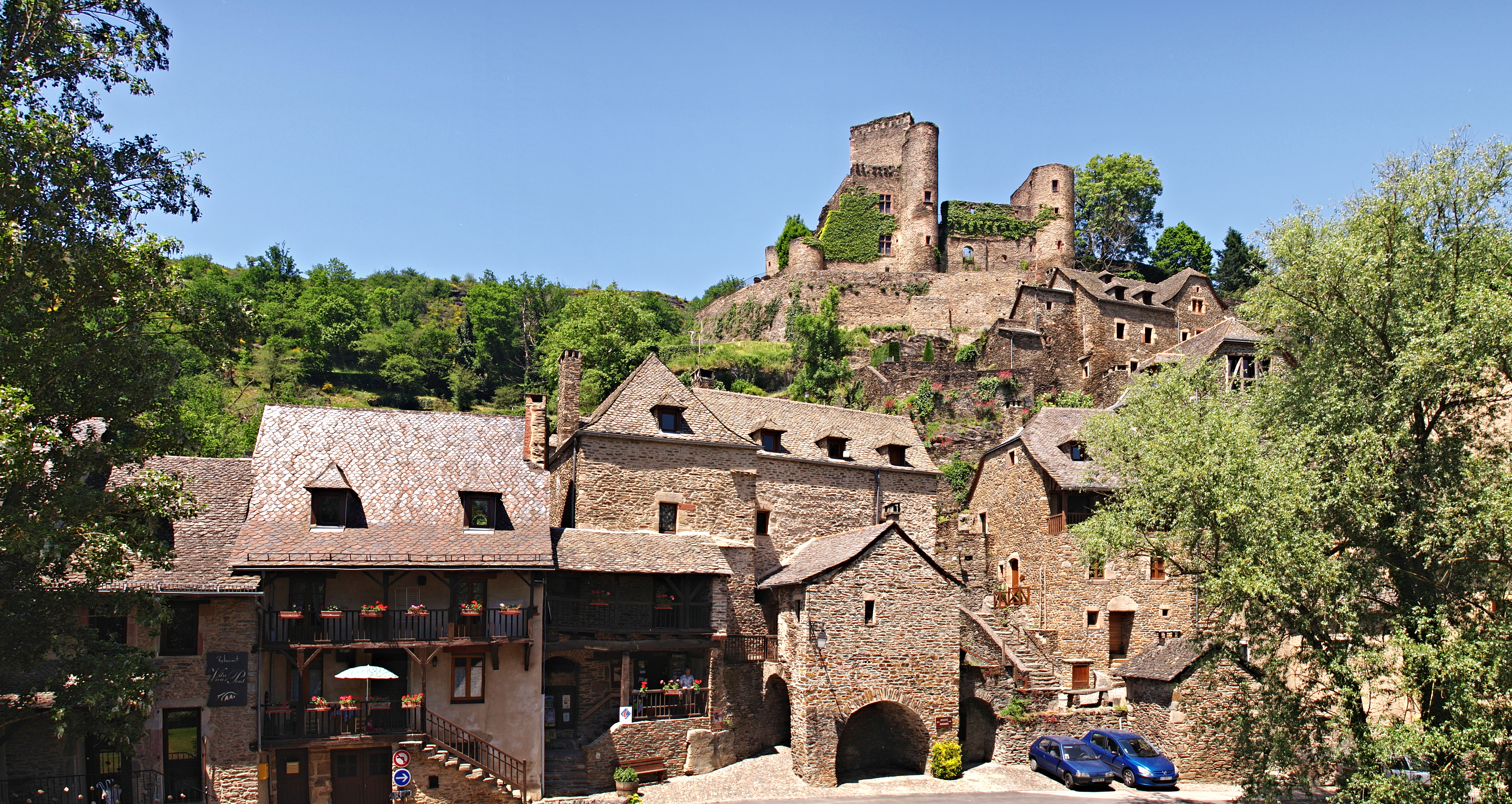